# Crab Pond Point
Crab Pond Point är en udde i Jamaica.   Den ligger i parishen Parish of Westmoreland, i den västra delen av landet, 130 km väster om huvudstaden Kingston. Crab Pond Point ligger på ön Jamaica.
Terrängen inåt land är huvudsakligen kuperad, men åt sydost är den platt. Havet är nära Crab Pond Point åt sydväst. Runt Crab Pond Point är det ganska tätbefolkat, med 134 invånare per kvadratkilometer. Närmaste större samhälle är Savanna-la-Mar, 15,1 km nordväst om Crab Pond Point. 